# Антонелли, Джованна
Джова́нна Антоне́лли (порт. Giovanna Antonelli; род. 18 марта 1976, Рио-де-Жанейро, Бразилия) — бразильская актриса и предприниматель.
Начала свою карьеру в 1991 году в роли Анжеликат, ассистентки ведущей Анжелики в программе Clube da Criança на ныне несуществующей телевизионной сети Rede Manchete. В 1994 году она снималась в теленовелле «Тропиканка», а затем сыграла другие роли в телесериалах «Большая засада», «Шика да Силва», «Лето нашей тайны», «Власть желания» и «Новый Геркулес». В 2000 году Джованна получила известность благодаря роли Капиту в телесериале «Семейные узы», которая занималась проституцией, чтобы прокормить сына.
В 2001 году Джованна сыграла свою первую главную роль в телесериале «Клон» — мусульманки Жади, пережившей невозможную любовь с бразильцем, что раскрыло культурные и религиозные конфликты, пронизывающие человеческие отношения. За эту роль она получила несколько наград и большое признание международной прессы. Поднявшись в первый эшелон актёров Rede Globo, Джованна продолжила серию успешных центральных ролей, таких как в мини-сериале «Дом семи женщин» (2003), а также в телесериалах «Цвет греха» (2004), «Прожить жизнь» (2009), «Один поцелуй» (2011), «В семье» (2014) и «Правила игры» (2015), а также возобновила сотрудничество с Глорией Перес, сыграв бесстрашного начальника полиции Элоизу в телесериалах «Спаси меня, Святой Георгий» (2012) и «Пересечение» (2022), а также снялась в главных ролях в телесериалах «Восходящее солнце» (2016), «Второе солнце» (2018) и «Убийственная красота» (2025).

## Биография

### Ранние годы
Родилась 18 марта 1976 года в Рио-де-Жанейро (Бразилия) в семье Гилтона Прадо и Суэли Антонелли. Она имеет итальянское происхождение. Отец, известный на родине оперный певец, и мама-балерина растили детей в творческой атмосфере. С детства Джованна приобщалась к музыке и танцам, а в 11 лет стала полноправной участницей самодеятельного театра, где ей отводились главные роли.

### Карьера
В 1991 году начала свою карьеру появившись на сцене юношеского любительского театра, а в 14 состоялся её дебют на телевидении в роли соведущей шоу «Clube da Criança», на уже несуществующем сейчас канале Rede Manchete. Четырьмя годами позже она впервые выступила в роли актрисы сериалов, снявшись в теленовелле «Тропиканка» компании TV Globo. В следующем году вернулась на Manchete и сыграла в двух мыльных операх «Большая засада» и «Шика да Силва». В 1998 году её пригласили на Globo в сериалы «Лето нашей тайны», а в 1999 году она сыграла в сериале «Власть желания». В том же году она дебютировала в кино в фильме «Боссанова», романтической комедии бразильского режиссёра Бруну Баррету. Помимо этого актриса появилась в эпизодических ролях в сериалах «Решать вам» и «Новый Геркулес».
Переломным моментом в её карьере стало приглашение Мануэля Карлуша на роль проститутки Капиту в сериале «Семейные узы». В 2001 году, благодаря отказу от роли Летисии Спилер, она неожиданно для самой себя получила приглашение в «Клон», который был показан более чем в 90 странах мира. Захватившей актрису стала работа в этом сериале, ставшего впоследствии популярным в мире. Джованну утвердили на главную женскую роль мусульманки Жади Эль Адиб Рашид. Перед тем как начать сниматься Антонелли в течение двух месяцев занималась восточными танцами и вырабатывала арабский акцент.

## Личная жизнь
С 2000 по 2002 год Антонелли была замужем за бизнесменом Рикарду Медина.
С 2002 по 2005 год Антонелли была помолвлена с коллегой по телесериалу «Клон» Мурилу Бенисиу. У бывшей пары есть сын — Пьетро Антонелли Бенисиу (род. 24 мая 2005).
С 5 мая по сентябрь 2007 года Антонелли была замужем за бизнесменом Робертом Локаcио. 
С 2009 года Антонелли состоит в отношениях с режиссёром Леонарду Ногейра. У пары есть дочери-близнецы — Антония Ногейра и София Ногейра (род. 8 октября 2010).

## Избранная фильмография

### Телесериалы
- 1992 — Решать вам / Você Decide
- 1994 — Тропиканка / Tropicaliente — Бенвинда
- 1995 — Новый Геркулес / Malhação — Иза Паскалете
- 1995 — Большая Засада —'Ressú (по одноимённому роману Жоржи Амаду)
- 1996 — Шика да Силва / Xica da Silva — Элвира
- 1998 — Лето нашей тайны / Corpo Dourado — Джуди
- 1999 — Власть желания / Força de Um Desejo — Виолета
- 2000 — Семейные узы / Laços de Família — Капиту
- 2001—2002 — Клон / O Clone — Жади Эль Адиб / Рашид / Феррас[порт.] (221 эпизод)
- 2003 — Дом семи женщин / A Casa das Sete Mulheres — Ана да Силва / Анита Гарибальди
- 2004 — Цвет греха / Da Cor do Pecado — Барбара
- 2006 — Моя никакая лёгкая жизнь / Minha Nada Mole Vida — Биа
- 2007 — Семь грехов / Sete Pecados — Кларисе
- 2007 — Шкафы и Флюкс / Casos e Acasos — Жамиле
- 2007 — Амазония: Гальвез Чико Мендез / Amazônia: De Galvez a Chico Mendes — Делзуите
- 2008 — Три сестры / Três Irmãs — Алма
- 2009 — Прожить жизнь / Viver a Vida — Дора Вилела
- 2011 — Один поцелуй / Aquele Beijo — Клаудия Колаборо
- 2011 — Бразильянки / As Brasileiras — Жижи
- 2012 — Спаси меня, Святой Георгий / Salve Jorge — Элоиза
- 2014 — В семье / Em Familia — Клара
- 2015 — Правила игры / A Regra Do Jogo — Афина
- 2016 — Восходящее солнце / Sol Nascente — Алиси
- 2018 — Второе солнце / Segundo Sol — Лузия/Ариелла
- 2022 — Пересечение / Travessia — Элоиза

### Художественные фильмы
- 2000 — Босса Нова / Bossa Nova — Шереон
- 2002 — Подавляющий / Avassaladoras — Лаура
- 2003 — Мария, мать сына Божьего / Maria, Mãe do Filho de Deus — Мария
- 2004 — Гадалка / A Cartomante — Карен Албукерке
- 2007 — Вспомогательный счёт / Caixa Dois — Анжела
- 2009 — Будапешт / Budapest — Ванда
- 2010 — Шику Шавьер / Chico Xavier — Сидалия
- 2011 — Сердцеед / The Heartbreaker — Ана
- 2013 — SOS: Женщины в море — Адриана
- 2017 — Босс-молокосос — Дженис, дубляж[6]

### Театр
- 2001 — Иисус Христос Суперзвезда — Мария Магдалина
- 2003 — Страсти Христовы —- Мария
- 2004 — Двое на качелях — Гитель

### Продюсер
- 2002 — Подавляющий / Avassaladoras (помощник продюсера)